# Younès Belhanda
Younès Belhanda (ar. يونس بلهندة, ur. 25 lutego 1990 w Awinionie) – marokański piłkarz francuskiego pochodzenia występujący na pozycji pomocnika w tureckim klubie Adana Demirspor oraz w reprezentacji Maroka.

## Kariera klubowa
Belhanda jest wychowankiem klubu RC Aramonais. Trenował też w MJC Avignon, a w 2003 roku podjął treningi w Montpellier HSC. Po grze w drużynach młodzieżowych awansował w 2007 roku do kadry zespołu rezerw i w nich też występował w latach 2007–2009. W 2009 roku został członkiem pierwszej drużyny Montpellier. 8 sierpnia 2009 roku zadebiutował w nim w Ligue 1 w zremisowanym 1:1 domowym meczu z Paris Saint-Germain. Od czasu debiutu jest podstawowym zawodnikiem Montpellier. 19 września 2009 roku w meczu z Olympique Marsylia (2:4) strzelił swojego pierwszego gola w zespole Montpellier.
30 czerwca 2013 roku podpisał 5-letni kontrakt z Dynamem Kijów. W dniu 6 stycznia 2016 roku związał się z niemieckim klubem Schalke 04 Gelsenkirchen. 31 sierpnia 2016 został wypożyczony do OGC Nice. 30 czerwca 2017 przeszedł do Galatasaray SK.

## Kariera reprezentacyjna
W 2010 roku Belhanda grał w reprezentacji Francji U-20. W 2010 roku zdecydował się grać dla reprezentacji Maroka. Zadebiutował w niej 17 listopada 2010 roku w zremisowanym 1:1 towarzyskim meczu z Irlandią Północną. W 2012 roku został powołany do kadry na Puchar Narodów Afryki 2012.